# Adulteració de la moneda
L'adulteració de la moneda o enviliment de la moneda és la degradació d'una moneda metàl·lica reduint-ne la proporció de metalls nobles en l'aliatge, és a dir, disminuint-ne la llei. Els metalls nobles solen ser or o plata. També se sol denominar adulteració de la moneda l'emissió de monedes del mateix valor nominal però de menor pes.
No s'ha de confondre l'adulteració de la moneda amb la devaluació, que es refereix a la relació entre monedes, ni amb la depreciació d'una moneda causada per un excés d'oferta monetària en relació amb la demanda. La depreciació es refereix a la disminució del poder adquisitiu que es manifesta generalment a través de la inflació.
L'adulteració de la moneda fou realitzada pels governs en manar encunyar (en general subreptíciament) monedes de llei inferior. D'aquesta manera, amb la mateixa quantitat de metalls nobles es podien encunyar més monedes. La versió moderna de l'adulteració és la depreciació monetària causada per una emissió excessiva de paper moneda. Els perjudicats són, en tots els casos, els habitants del país, a causa de la inflació, que en general perjudica més els sectors de menors ingressos. Si la moneda és d'ús obligat, se'n solen beneficiar els deutors i en solen sortir perjudicats els creditors.

## Història

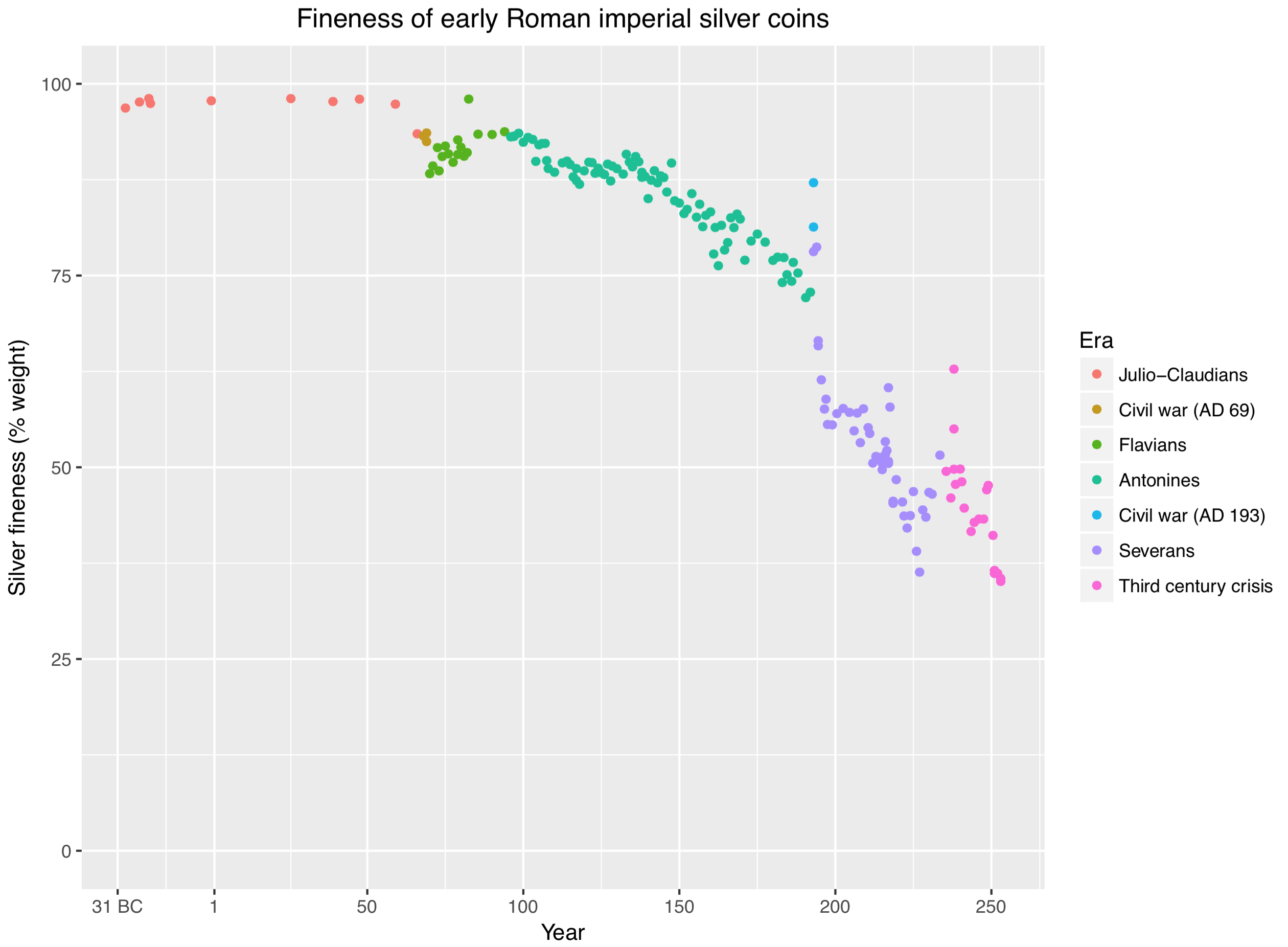
Llei del denari romà entre els anys 31 aC i 250, expressada en percentatge de plata de la moneda

L'adulteració de la moneda es perpetrà sovint al llarg de la història. Un bon exemple n'és el denari, una moneda de plata romana que començà a encunyar-se al voltant del 200 aC amb un pes de 3,9 g i una llei d'entre 0,95 i 0,98. Cap a l'any 200, el pes era de 3,41 g i la llei de 0,835, que posteriorment arribà a reduir-se fins a aproximadament 0,500.
El mateix passà amb l'aureus, la moneda romana d'or, que en època de Sul·la (ca. 82 aC) pesava 10,9 g, en la de Juli Cèsar (48 aC) 8,18 g, en la de Caracal·la (214) 6,55 g i en la de Dioclecià (301) 5,45 g. Aquesta última devaluació originà una inflació que l'emperador provà d'aturar amb el seu edicte sobre els preus màxims.
El 1497, el ral espanyol pesava 3,43 g i tenia una llei de 0,931. El 1597, Felip II en rebaixà la llei a 0,917 i el 1728 Felip V baixà el pes del ral a 3,28 g, tot mantenint-ne la mateixa llei. El 1772 la llei passà a 0,903, el 1785 es reduí transitòriament a 0,895 per tornar a la llei anterior cap al 1788, encara sota el regnat de Carles III.
Les elevades despeses de la cort d'Enric VIII d'Anglaterra provocaren problemes a la dècada del 1540, cosa que dugué a una adulteració de la lliura anglesa que arribà a un màxim del 50% el 1551. La inflació desencadenada a partir del 1544 no fou superada fins a ca. 1552, sota el regnat del seu fill Eduard VI.
Durant els primers anys de la Guerra dels Trenta Anys es donà una sensible adulteració de les monedes de plata circulant a Alemanya, el contingut de plata fina de les quals arribà a disminuir en algunes regions fins a només el 10%. Això desencadenà un important episodi d'inflació conegut a Alemanya com Kipper und Wipper, especialment entre el 1618 i el 1623. Les causes de l'adulteració foren una sensible escassetat de monedes que s'anava manifestant des de finals del segle xvi, la disminució de la producció de plata a Alemanya, les creixents despeses de la noblesa amb el consegüent augment de l'endeutament i, sobretot, les necessitats de cobrir les despeses de la guerra.